# Mariakerk (Utrecht)

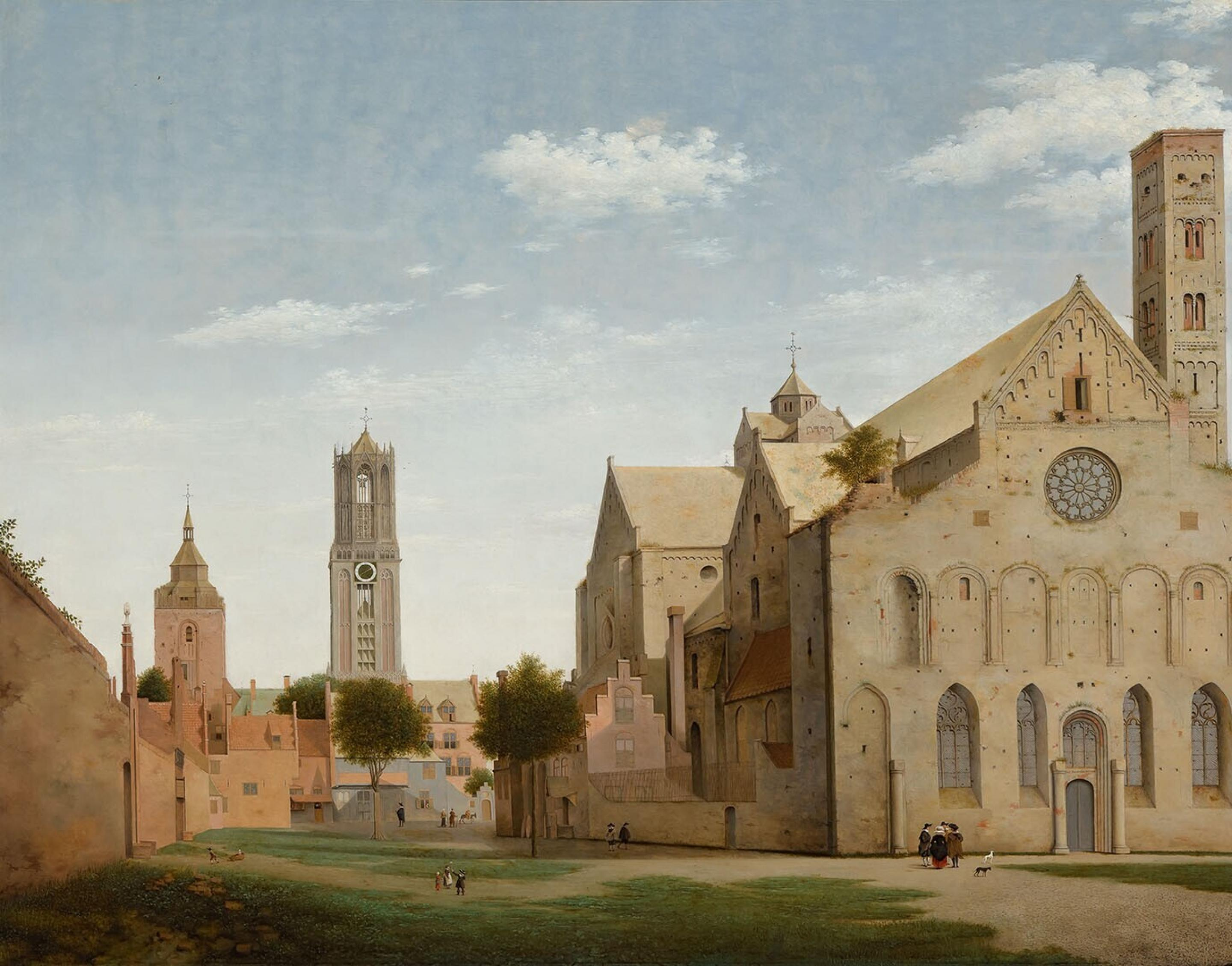
Die Mariakerk von Westen. Im Hintergrund der Turm des Doms.

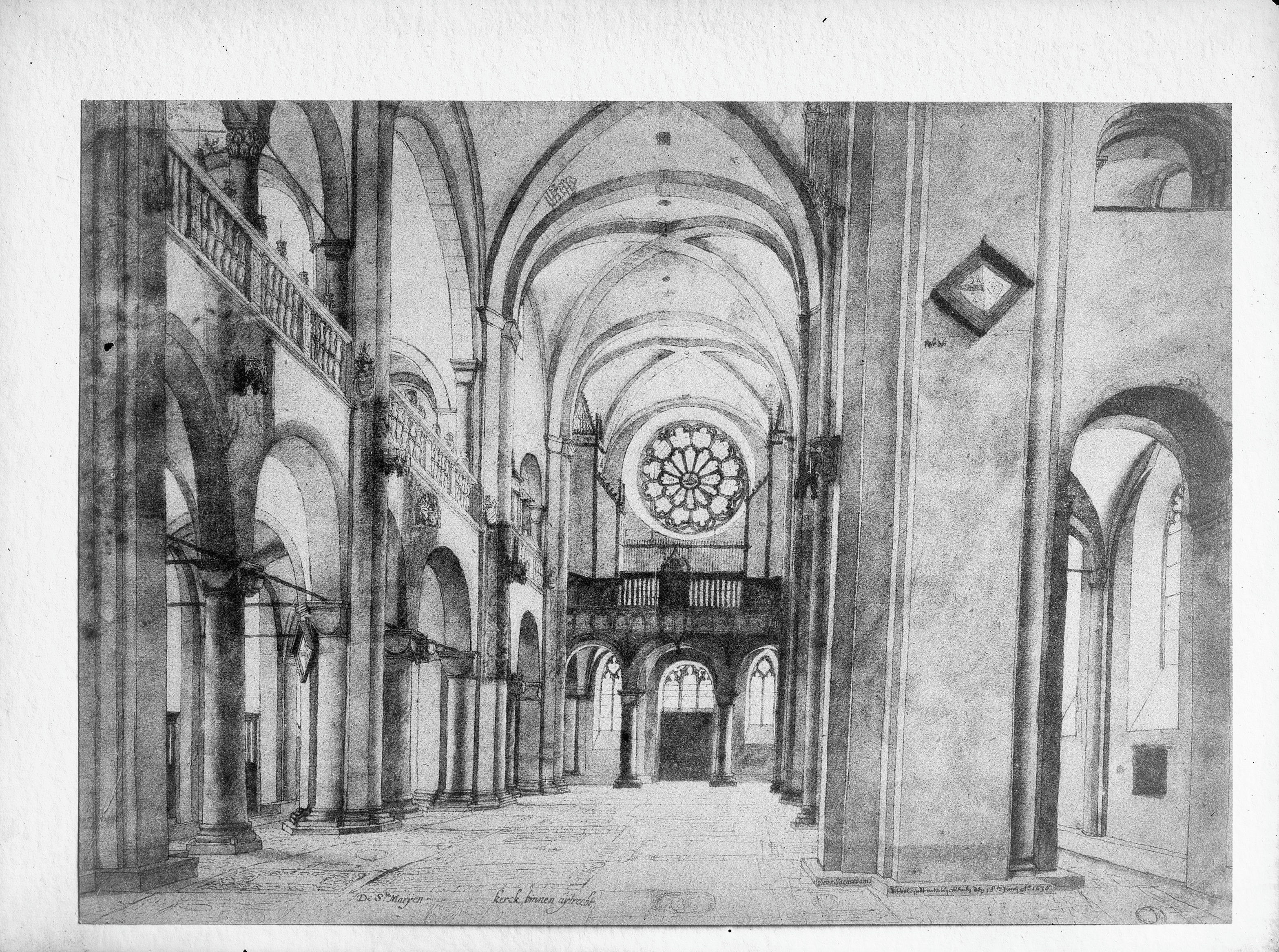
Rekonstruktion des Innenraums nach Zeichnungen von P. Saenredam

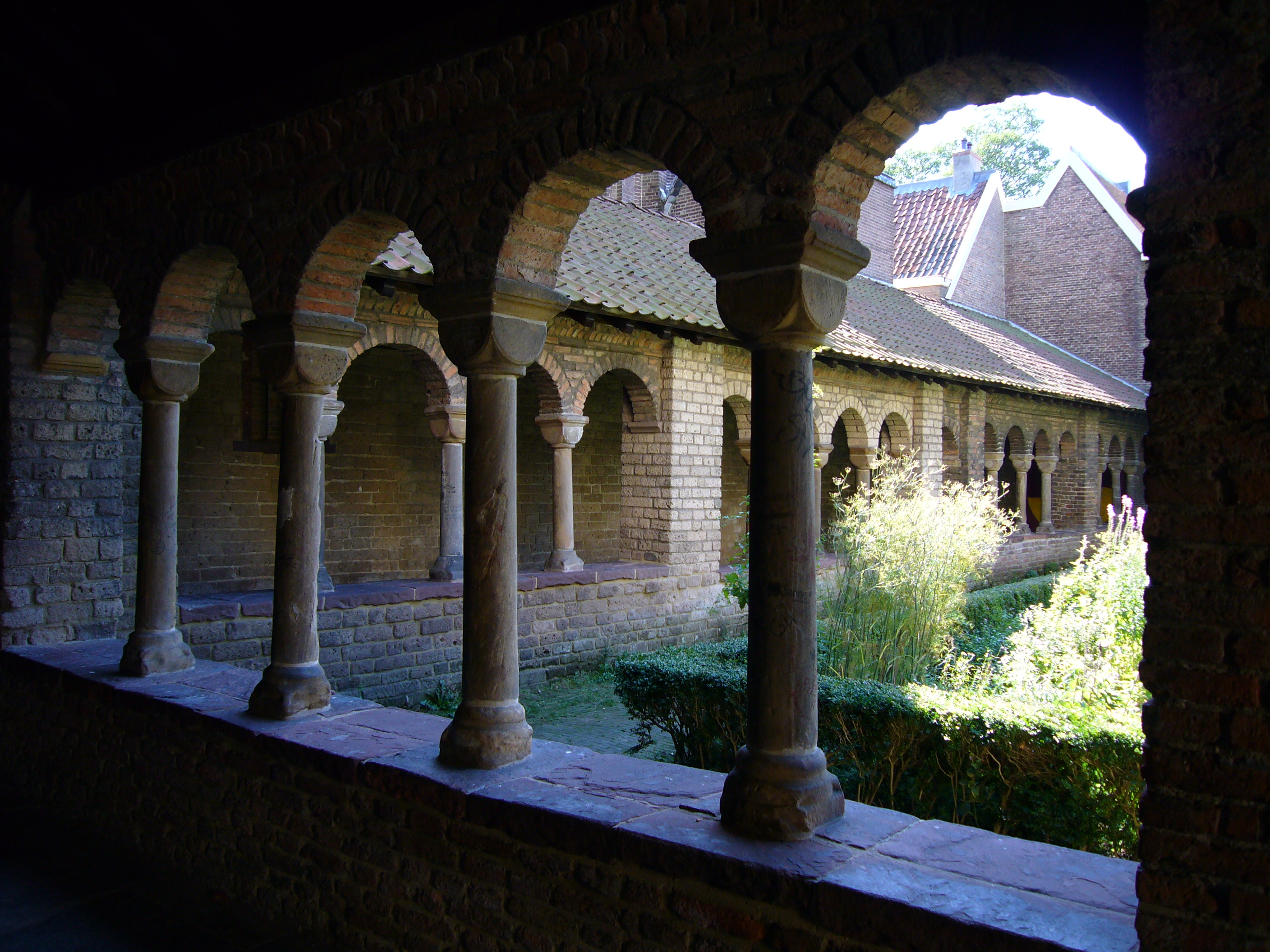
Der erhaltene Kreuzgang

Die Mariakerk war eine der fünf mittelalterlichen Stiftskirchen der niederländischen Stadt Utrecht. Sie wurde im 19. Jahrhundert abgebrochen.

## Geschichte
Die Mariakerk war nach der Überlieferung eine gemeinsame Stiftung Kaiser Heinrichs IV. und des Utrechter Bischofs Konrad. Der Bau wurde um 1085 begonnen und orientierte sich eng am Speyerer Dom. 1099 wurde die noch unfertige Kirche geweiht. Im 12. Jahrhundert wurde der Bau unter starkem italienischen Einfluss weitergeführt. Nach der Reformation wurde die Mariakerk zwar von der englischen Gemeinde genutzt, wurde aber nach diversen Zerstörungen stückweise abgebrochen. Zwischen 1813 und 1816 wurde die Kirche bis auf den Chorraum abgerissen, der noch bis 1844 als Konzertsaal diente, dann aber dem Neubau des Gebouw voor Kunsten en Wetenschappen weichen musste. Erhalten blieb allein der Kreuzgang aus der Zeit um 1140. Einige seiner Bögen wurden im Lauf der Zeit in Backstein ersetzt.

## Architektur
Vom Vorbild in Speyer fehlte der Mariakerk der Westbau. Abweichend von diesem war sie eine Emporenbasilika. Die domikalen Rundbogengewölbe des Mittelschiffs waren mit breiten Bandrippen verstärkt, wie sie in Speyer nur das Querhaus aufweist. Wie bei vielen italienischen Kirchen gab die Westfassade den Querschnitt der Basilika unverhüllt wieder. Von den an deren Ecken seitlich angelegten Türmen war nur der südliche als schlanker Glockenturm ausgeführt. Der wie in Speyer nicht sehr hohe Vierungsturm hatte keine Nebentürme. Der romanische Chor wurde 1421 durch ein großes gotisches Chorhaus ersetzt, dem an der Nordseite ein kleiner achteckiger Treppenturm angefügt war.